# Sándor Márai
(S. Márai, Le braci)
Sándor Márai, nato Sándor Károly Henrik Groschenschmied de Mára (Košice, 11 aprile 1900 – San Diego, 22 febbraio 1989), è stato uno scrittore e giornalista ungherese naturalizzato statunitense.
La sua fama è legata in particolare al romanzo Le braci del 1942 (apparso in Italia nel 1998) e L'eredità di Eszter, pubblicato nel 1999.

## Biografia
Nacque a Košice, che in tempi passati faceva parte del Regno d'Ungheria (a sua volta parte dell'Impero austro-ungarico) e oggi appartiene alla Slovacchia, da un'antica famiglia sassone della piccola nobiltà ungherese, in una famiglia di quattro figli di cui era il maggiore. Era figlio del dottor Géza Groschenschmied de Mára (1872-1934), notaio reale, presidente della Camera degli avvocati di Košice, già senatore del Partito socialista cristiano nazionale ungherese; sua madre era Margit Ratkovszky (1874-1964). Il suo antenato János Kristóf Groschenschmied (1745-1798), alto funzionario del Tesoro, nato nel comitato di Máramaros in Transilvania, ricevette da Leopoldo II il feudo di Mára (1790).
Studiò giornalismo presso l'Institut für Zeitungskunde dell'Università di Lipsia per poi spostarsi a Francoforte sul Meno e Berlino, senza però conseguire mai la laurea.
Per un breve periodo accarezzò l'idea di scrivere in tedesco, scegliendo però alla fine la propria lingua madre, l'ungherese: in questo periodo apparvero i primi articoli sulla rivista satirica Der Drache dell'editore sassone Hans Reinmann. Più tardi iniziò una collaborazione con uno dei più prestigiosi quotidiani tedeschi, la Frankfurter Zeitung.
Nel 1917 pubblicò la sua prima opera, una raccolta di poesie dal titolo Il libro dei ricordi.
Nel 1923 si sposò con una donna di origini ebraiche, Ilona Matzner (Lola), ma la coppia non riuscì ad avere figli (più tardi, alla fine della seconda guerra mondiale, avrebbero adottato un orfano di guerra, János). Márai visse agiatamente per un certo periodo a Berlino, prima della disastrosa crisi inflazionistica che colpì in quegli anni la Germania, poi fu inviato dalla Frankfurter Zeitung a Parigi come corrispondente. Nella capitale francese però non riuscì a mantenere lo stesso tenore di vita del passato e in poco tempo si ritrovò in gravi ristrettezze economiche.

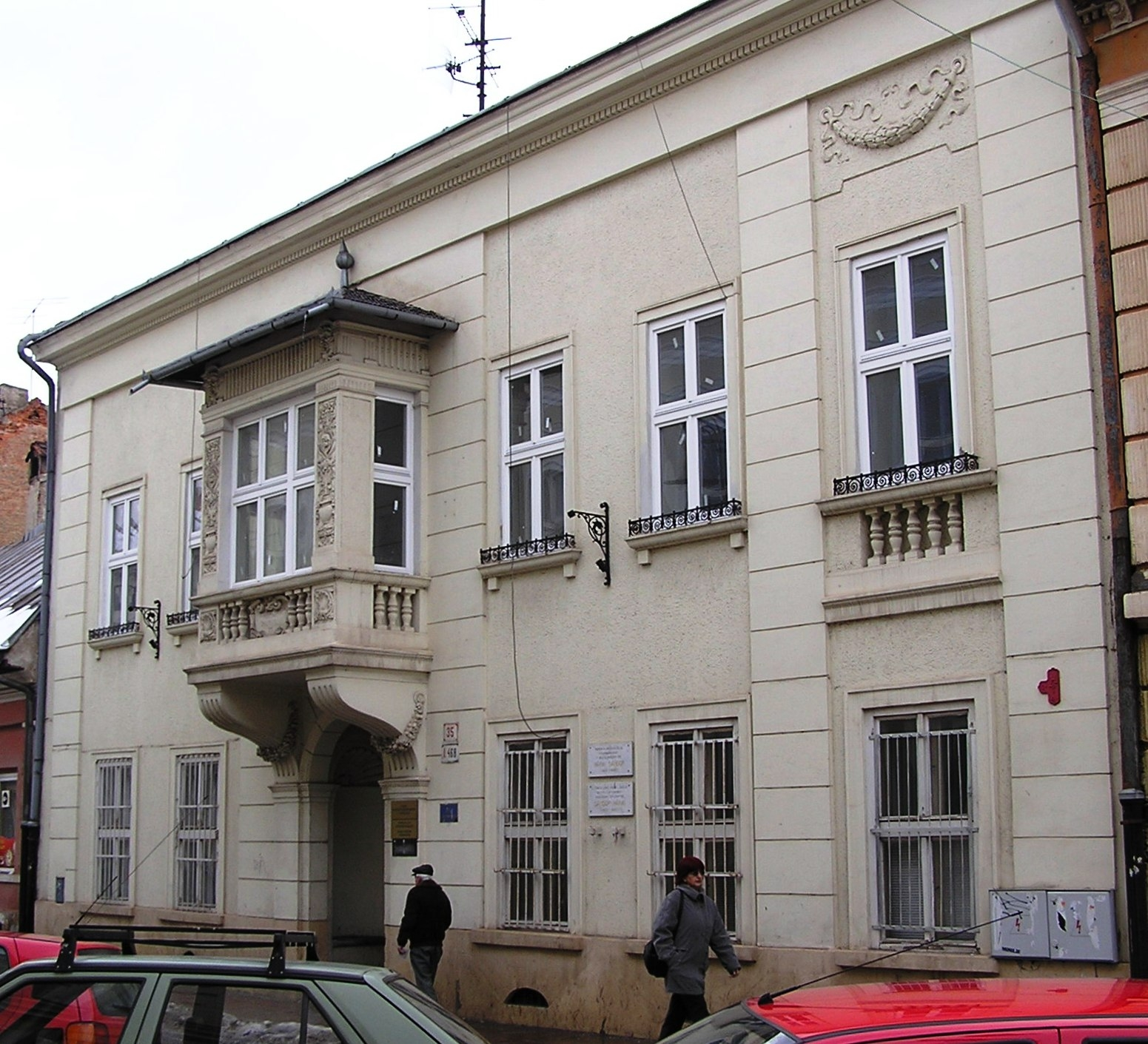
La casa di Sándor Márai a Košice, oggi sede di una raccolta di cimeli dello scrittore

Nel 1928 fece ritorno in Ungheria e si stabilì a Budapest, disorientato e confuso, in cerca di un nuovo lavoro e della possibilità di comporre prose più lunghe ed elaborate nella lingua madre. Proprio questo periodo corrisponde alla sua fase più produttiva: sviluppò decine di lavori, 22 dei quali tradotti oggi in tedesco. Negli anni trenta acquistò visibilità e fama con il suo stile chiaro e preciso, impregnato di realismo, e fu il primo a recensire le opere di Kafka. Risale al 1934 il suo primo successo, con il libro Confessioni di un borghese. Scrisse commenti entusiastici sul Primo arbitrato di Vienna, ma non risparmiò critiche al regime nazista e a quello comunista che salì al potere dopo la seconda guerra mondiale: profondamente antifascista, riuscì a scampare al conflitto mondiale, ma le persecuzioni dei comunisti lo costrinsero ad abbandonare l'Ungheria nel 1948.
Si rifugiò in Svizzera da dove, dopo solo sette settimane, si spostò a Posillipo, quartiere di Napoli, in una abitazione procurata dallo zio della moglie, il serbo Lajos Marton che dopo essere stato in campi d'internamento in Italia, era diventato welfare officer del campo profughi di Bagnoli dell'Organizzazione Internazionale dei Rifugiati. Una traccia di tale soggiorno rimane nel romanzo Il sangue di San Gennaro, del 1965. Visse sempre in condizioni precarie, per poi trasferirsi negli Stati Uniti, di cui acquisì la cittadinanza nel 1957.
Si stabilì nella città di San Diego, in California, e continuò a scrivere in lingua madre, ma non fu pubblicato in inglese fino alla metà degli anni novanta. Quando il figlio János si sposò, decise di americanizzare il proprio nome: questo rifiuto del suo retaggio ungherese creò un grave contrasto con i genitori. Márai e la moglie decisero quindi di tornare in Italia e si stabilirono a Salerno all'inizio del 1968. Qui, isolato dal mondo culturale, ma vicinissimo ai ceti popolari, lo scrittore visse fino al maggio 1980, in quasi totale anonimato, in via Trento al civico n. 64, quando decise di ritornare a San Diego a causa di un'infezione intestinale mal curata. Nel periodo salernitano scrisse la raccolta Terra! Terra!...Ricordi e intensificò le pagine del suo diario.
Dopo la morte della moglie per cancro, seguita da quella del figlio, Márai cominciò a isolarsi sempre più, fino a quando, nel febbraio 1989, si suicidò con un colpo di pistola alla tempia; secondo le sue volontà il corpo fu cremato e le ceneri furono disperse nell'Oceano Pacifico. Nove mesi dopo, cadde il Muro di Berlino e con esso anche il regime comunista in Ungheria, che era stato la causa del lungo esilio dello scrittore.
Largamente trascurata al di fuori dell'Ungheria, la sua opera (fatta di poesie, romanzi e diari) è stata "riscoperta" in modo tardivo e ripubblicata in francese (1992), inglese, tedesco e italiano, ed è ora considerata parte dei capolavori della letteratura europea del XX secolo.
In onore e in ricordo dello scrittore ogni anno viene assegnato il Premio Sándor Márai per la letteratura ungherese. Tra i passati vincitori vi sono Péter Esterházy (2001) e György Ferdinandy. Sul lungomare di Salerno gli era stato eretto nel 2007 un busto in bronzo, che però è stato rubato all'inizio del 2009. Il 23 giugno 2023, sempre sul lungomare di Salerno, viene inaugurato un nuovo busto in bronzo a ricordo dello scrittore ungherese.

## Opere

### Romanzi
- Il macellaio (A mészáros, 1924), traduzione di Laura Sgarioto, Milano, Adelphi, 2019, ISBN 978-88-459-3366-0. [romanzo breve]
- Bébi, il primo amore (Bébi, vagy az első szerelem, 1928), traduzione di Laura Sgarioto, Collana Biblioteca n.762, Milano, Adelphi, 2024, ISBN 978-88-459-3895-5.
- I ribelli (Zendülők, 1930 [col titolo A Garrenek műve, 1988]), traduzione di Marinella D'Alessandro, Milano, Adelphi, 2001, ISBN 978-88-459-1609-0.
- Gente estranea (Idegen emberek), 1931.
- Truciolo (Csutora, 1932), Milano, Adelphi, 2002.
- L'isola (A sziget, 1934), traduzione di Laura Sgarioto, Milano, Adelphi, 2007, ISBN 9788845921834.
- Confessioni di un borghese (Egy polgár vallomásai, 2 voll., 1934-1935), traduzione di Marinella D'Alessandro, Milano, Adelphi, 2003, ISBN 978-88-459-1812-4. [sia romanzo autobiografico che autobiografia]
- Divorzio a Buda (Válás Budán, 1935), Milano, Adelphi, 2002. [I ed. italiana, trad. di Filippo Faber, Milano, Baldini & Castoldi, 1938]
- A féltékenyek, 1937.
- Déli szél, 1939.
- L'eredità di Eszter (Eszter hagyatéka, 1939), Milano, Adelphi, 1999.
- La recita di Bolzano (Vendégjáték Bolzanóban, 1940), Milano, Adelphi, 2000. [I ed. italiana col titolo L'amante del sogno, trad. di Filippo Faber, Milano, Baldini & Castoldi, 1941]
- Sindbad torna a casa (Szindbád hazamegy, 1940), Milano, Adelphi, 2013.
- La donna giusta (Az igazi, 1941), Milano, Adelphi, 2004. [il volume contiene anche l'epilogo Judit... és az utóhang (1980)]
- Le braci (A gyertyák csonkig égnek, 1942), Milano, Adelphi, 1998.
- Il gabbiano (Sirály, 1943), Milano, Adelphi, 2011.
- La sorella (A nővér, 1946), Milano, Adelphi, 2006.
- Sértődöttek, 3 voll., 1947-1948.
- Béke Ithakában, 1952.
- Il sangue di San Gennaro (San Gennaro vére, 1965), traduzione di Antonio Donato Sciacovelli, Milano, Adelphi, 2010, ISBN 978-88-459-2523-8.
- Ítélet Canudosban, 1970.
- Rómában történt valami, 1971.
- Erősítő, 1975.
- Harminc ezüstpénz, 1983.
- Liberazione (Szabadulás, 2000), Milano, Adelphi, 2008. [postumo]
- Szívszerelem, 2001. [postumo]

### Raccolte di racconti
- Panaszkönyv (1922)
- Műsoron kivül (1931)
- Bolhapiac (1934)
- Cabala (Kabala, 1936)
- Magia (Mágia, 1941)
- Medvetánc (1946)
- Lucrétia fia (2004) [antologia postuma]
- Lomha kaland (2005) [antologia postuma]
- A régi szerető (2005) [antologia postuma]

### Poesie
- Album (Emlékkönyv), 1918
- Emberi hang (1921)
- Mint a hal vagy a néger (1930)
- La scuola dei poveri (A szegények iskolája, 1933), Macchia, 1951.
- Verses Könyv (1945)
- Il delfino guardò indietro (A delfin visszanézett), Münich, 1978.

### Teatro
- Männer (1921)
- Avventura (Kaland, 1940) [dramma]
- I cittadini di Košice (A kassai polgárok, 1942) [dramma allegorico sulla lotta dei cittadini di Košice per la legge e la giustizia nel Medioevo]
- Varázs (1945)
- Egy úr Velencéből (1960)
- Jób... és a könyve (1982) [raccolta di pièces radiofoniche e di telefilm]
- Parázs (1965) [adattamento teatrale del romanzo Le braci]

### Saggi
- A szegények iskolája (1934)
- Kassai őrjárat (1941)
- Röpirat a nemzetnevelés ügyében (1942)
- Ihlet és nemzedék (1946)

### Diari
- Napló, 1943–1944 (1945), pubblicato a Budapest
- Napló, 1945–1957 (1958), pubblicato a Washington
- Napló, 1958–1967 (1968), pubblicato a New York
- Napló, 1968–1975 (1976), pubblicato a Toronto
- Napló, 1976–1983 (1985), pubblicato a Münich
- L'ultimo dono. Diari 1984-1989 (Napló (1984–1989), 1997), traduzione di Marinella D'Alessandro, Milano, Adelphi, 2009, ISBN 978-88-459-2391-3.
- Il vento viene da Ovest: immagini di un viaggio americano, traduzione di Monica Pesetti, Collana Oscar Bestsellers n.1980, Milano, Mondadori, 2009, ISBN 978-88-045-8913-6. [viaggio negli USA del 1959, testo estrapolato dai Diari]

### Memorie
- Confessioni di un borghese (Egy polgár vallomásai, 2 voll., 1934-1935), traduzione di Marinella D'Alessandro, Milano, Adelphi, 2003, ISBN 978-88-459-1812-4.
- Terra, terra!... Ricordi (Föld, föld!…, 1972), traduzione di Katinka Juhász, Milano, Adelphi, 2006, ISBN 978-88-459-1980-0.
- Volevo tacere (Hallgatni akartam, 2013), traduzione di Laura Sgarioto, Milano, Adelphi, 2017, ISBN 978-88-459-3160-4. [postumo]

### Viaggi
- Istenek nyomában (1927)
- Napnyugati őrjárat (1936)
- Il rapimento d'Europa (Európa elrablása, 1947) [sulle esperienze personali dell'Autore in Occidente nel secondo Dopoguerra]

### Altro
- A négy évszak (1938) [epigrammi in prosa]
- Cielo e terra (Ég és föld, 1942) [aforismi]
- Füves könyv (1942) [massime ed epigrammi in prosa]
- Vasárnapi krónika (1943) [cronache]
- Egy úr Velencéből (1960)
- Jób... és a könyve (1982)

### Altre pubblicazioni postume
- Ami a Naplóból kimaradt (1950–1952), 1991 [i.e., Cio che è rimasto dal Diario]
- Ami a naplóból kimaradt (1945-46), 1992
- Ami a Naplóból kimaradt (1947), 1993
- Ismeretlen kínai költő, 1994
- Ami a Naplóból kimaradt (1948), 1998
- Ami a Naplóból kimaradt (1949), 1999
- Vándor és idegen (2000)
- Eszter hagyatéka és három kisregény (2001)
- Tájak, városok, emberek (2002)
- Magyar borok (2002)
- Írók, költők, irodalom (2003)
- Kedves Tibor! (2003)
- Ami a Naplóból kimaradt (1953–1954-1955) (2003)
- Oroszország Márai Sándor szemével (2003)
- Japán kert I-II (2004)
- Bölcsességek januártól decemberig (2004)
- Ajándék a végzettől (2004)
- Kitépett noteszlapok (2005)

## Filmografia
- Sándor Márai e Napoli. Il sapore amaro della libertà, regia di Gilberto Martinelli (luglio 2012, 52 minuti)